# أناتولي كيريلوف
أناتولي كيريلوف (بالبلغارية: Анатоли Кирилов)‏ هو مدرب كرة قدم ولاعب كرة قدم بلغاري، ولد في 6 يوليو 1966 في بلغاريا، وتوفي في 21 مايو 2009 في سفيشتوف في بلغاريا بسبب حادث مرور. لعب مع نادي سبارتاك بليفين.